# Мембрана Шнейдерія

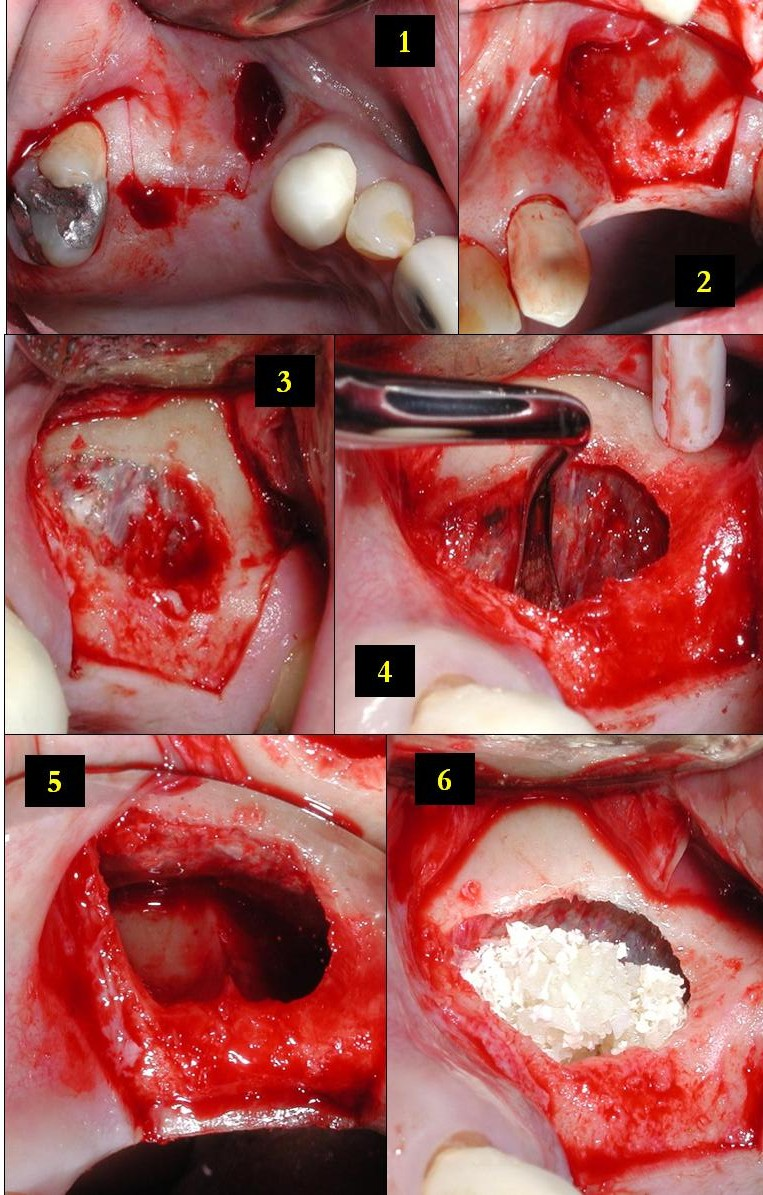
1) Беззуба ділянка (двох відсутніх зубів) готується для подальшого встановлення зубних імплантатів з боковим підйомником синуса, тут видно розрізи на м'яких тканинах.
2) М'яка тканина відкидається назад, щоб оголити нижню бічну стінку лівої верхньощелепної пазухи.
3) Кістка була видалена п'єзоелектричним інструментом, оголюючи нижню мембрану Шнейдера, яка є оболонкою порожнини верхньощелепної пазухи.
4) Обережною роботою інструментарієм, акуратно відшаровується мембрана від внутрішнього боку порожнини синуса.
5) Мембрана відбита з внутрішнього боку нижньої частини синусової порожнини; тепер можна візуалізувати кісткове дно синусової порожнини без її підкладкової мембрани (зверніть увагу на трикутний гребінь кістки в синусі, відомий як перегородка Андервуда).
6) Новоутворений простір у кістковій порожнині синуса, який все ще поступається інтактній мембрані, трансплантовано від мертвої людини (алотрансплантата). Дно (підлога) синуса тепер буде приблизно на 10 мм (або близько того) вище, ніж було раніше, забезпечуючи достатньо місця для встановлення зубних імплантатів на місце беззубих.

В анатомії мембрана Шнейдерія (також мембрана Шнейдера або Шнайдера) — це перетинчаста оболонка порожнини верхньощелепної пазухи. Мікроскопічно є біламінарна мембрана з псевдостратифікованими миготливими клітинами стовпчастого епітелію на внутрішній (або кавернозній) стороні та окістя на кістковій стороні. Розмір пазух різний у різних черепів, і навіть з двох сторін одного і того ж черепа. Ця мембрана присутня в носовій камері, яка допомагає нюху (нюховий рецептор)